# Kompania Katalońska
Kompania Katalońska – armia zaciężna utworzona przez Rogera de Flor po zakończeniu wojny nieszporowej o Sycylię w 1302 r., od 1303 roku na służbie cesarza bizantyńskiego Andronika II Paleologa. Po zdradzieckim zamordowaniu wodza przez Alanów i Turkopulów na dworze młodszego basileusa Michała IX dokonała odwetowego spustoszenia Tracji, Macedonii i Tesalii (tzw. wendetta katalońska, 1305–1309). Wynajęta przez księcia Aten Waltera z Brienne, przejęła kontrolę nad księstwem w wyniku bitwy pod Almirem i położyła fundamenty pod katalońskie państewko w Grecji centralnej, obejmujące także Neopatrię z Tebami (1311–1388).

## Epopeja wojenna

### Początki
Wiek XIII przyniósł muzułmanom ostateczną klęskę w Hiszpanii. Władcy Półwyspu Iberyjskiego od czasu zwycięstwa w 1212 roku pod Navas de Tolosa, odbierali południowe ziemie półwyspu wyznawcom islamu. Największe sukcesy w rekonkwiście odnosili władcy Kastylii. Władcom Aragonii udało się opanować jedynie Walencję (1238) i Baleary na Morzu Śródziemnym (1228–1237). Jedynym państwem muzułmańskim w Hiszpanii od połowy XIII wieku pozostał emirat Grenady, pozostający od 1246 roku lennem kastylijskim. Rycerstwo hiszpańskie zaczęło gwałtownie poszukiwać nowych terenów ekspansji i możliwości prowadzenia wojen. Szczególną rolą wyróżnia się tu ekspansja królów Aragonii w basenie Morza Śródziemnego. Opanowanie Balearów przez Jakuba I Zdobywcę (1213–1276) stanowiło klucz do ekspansji Aragonii w dalsze obszary Morza Śródziemnego. Po jego śmierci tę ekspansję kontynuowali jego synowie: Piotr III Wielki (1276–1285), król Aragonii i Jakub I (1276–1311), król Majorki. Piotr III w 1282 roku po „nieszporach sycylijskich”, krwawej masakrze na Sycylii zwolenników dynastii andegeweńskiej opanował wyspę i został jej królem. Sycylia opanowana przez Aragończyków była ważnym punktem handlowym w świecie śródziemnomorskim. Wraz z podbojem nowych ziem szła też ekspansja handlowa mieszkańców Aragonii w tym Katalończyków. Pierwszorzędną rolę w tym procesie należała przede wszystkim do Kompanii Katalońskiej (la Companya Catalana). 
Kompania Katalońska została utworzona przez Rogera de Flor, templariusza-renegata, który dzięki fortunie zbitej na ewakuacji zamożnych mieszkańców Akki w 1291 roku i bogactwom zgromadzonym podczas pirackich rejsów po Morzu Śródziemnym mógł pozwolić sobie na przyjęcie bezrobotnych najemników króla Sycylii na własny żołd. Właściwie przywódca katalońskich najemników nazywał się Roger z Blum. Później zmienił nazwisko nadając mu bardziej romańskie brzmienie. Prowadził on awanturnicze życie, które zaprowadziło go aż do Ziemi Świętej. Walczył on w szeregach templariuszy podczas oblężenia ostatniego miasta Franków w Palestynie – Akki (1291). Podczas oblężenia dorobił się majątku w sposób niegodny rycerza, nie mówiąc już templariusza. Objął bowiem dowództwo nad jedną z galer templariuszy będąca w porcie Akki. Wielkimi szantażami wymusił majątek od dam z możnych rodów akkańskich. Został usunięty z zakonu templariuszy. Po upadku Akki pozostawał na usługach wielu monarchów basenu Morza Śródziemnego. Większość wojowników Kompanii stanowili słynni almugawarzy, półdzicy lekkozbrojni piechurzy wywodzący się z iberyjskiego pogranicza z islamem, którzy zyskali międzynarodowy rozgłos walcząc u boku króla Sycylii Fryderyka II przeciw usiłującym odzyskać utraconą wyspę Andegawenom i przyczyniając się do przechylenia szali powodzenia wojennego na jego korzyść. Zawarcie pokoju w Caltabellota w 1302 dało uznanie przez Andegeweńczyków panowania aragońskiego na Sycylii. Spowodowało to szukanie przez katalońskich najemników nowych perspektyw. Historię Kompanii Katalońskiej przedstawił barwnie współczesny kronikarz Ramon Muntaner w swojej Kronice. Oddaje ona szczegółowy opis awanturniczej wyprawy Katalończyków zakończonej założeniem księstwa w Atenach. Sam Muntaner Katalończyk z pochodzenia był uczestnikiem tej wyprawy. Sprowadzenie Katalończyków do Bizancjum było zapewne inicjatywą Andegewenów z Neapolu. Ci zawierając pokój z Aragończykami z Sycylii, nadal myśleli o powrocie tytularnych cesarzy łacińskich do Konstantynopola. W większości memoriałów dotyczących wznowienia krucjat pojawia się plan ponownego opanowania Konstantynopola przez Łacinników. Po zawarciu pokoju w Caltabellotcie Roger z Flor zaofiarował swe usługi cesarzowi bizantyńskiemu Andronikowi II, znając krytyczne położenie bizantyńskiej Azji Mniejszej.

### W służbie cesarza Andronika II
We wrześniu 1303 roku Roger wylądował na czele 6500 żołnierzy w Konstantynopolu. Zgodnie z zobowiązaniami potwierdzonymi w chryzobulli wydanej posłom Rogera, cesarz dokonał jego uroczystej inwestytury na godność megaduksa i oddał mu rękę swej siostrzenicy Marii Asen (córki Iwana Asena III i Ireny Paleologiny). Po krwawej utarczce z Genueńczykami na ulicach Konstantynopola Katalończycy przeprawili się przez Morze Marmara na półwysep Artaka (Artakē) (dziś Kapıdağ Yarımadası), gdzie z marszu uderzyli z druzgocącym skutkiem na Turków z emiratu Karesi oblegających położone na przesmyku warowne miasto Artaka (obecny Erdek). Nadejście zimy skłoniło Rogera do rozłożenia się obozem na półwyspie, gdzie mimo wprowadzenia obligatoryjnych rozliczeń żołnierzy Kompanii z gospodarzami kwater nie obyło się bez nadużyć i brutalnych ekscesów. Po konsultacji z cesarzem Roger rozpoczął w kwietniu marsz na południe, ku oblężonej przez tureckie zagony Filadelfii (dzis. Alaşehir). Tuż przed wyruszeniem z Artaki doszło do morderczych porachunków między Katalończykami a towarzyszącymi im najemnikami alańskimi. Znacznie lepiej układała się współpraca Rogera z kontyngentem greckim pod komendą megas archona Marulisa.
Pod koniec maja Katalończycy rozbili pod Aulax siły emira Germiyan Alişıra i przerwali blokadę Filadelfii, wypełniając pierwszoplanowy cel swej misji. W trakcie kampanii anatolijskiej Roger odwiedził także Magnezję nad Hermosem (dzis. Manisa), gdzie poparł Attaliotę, lokalnego lidera cieszącego się zaufaniem społecznym w jego sporze z mianowanym przez cesarza gubernatorem temu Neokastra, Nestongosem Dukasem. Innym przejawem polityki prowadzonej przez Rogera jako bizantyńskiego dygnitarza w Azji Mniejszej było karanie na gardle greckich dowódców, którzy wcześniej wydali twierdze Turkom lub w obliczu zagrożenia nie zwlekali z kapitulacją. Megaduks nie wahał się również ściągać wysokich kontrybucji na cele wojenne, godząc w interesy uprzywilejowanej przez Michała VIII Paleologa arystokracji małoazjatyckiej. Działania militarne Kompanii koncentrowały się w dolinach Hermosu i Meandru, na najżyźniejszym i najcenniejszym dla Imperium obszarze, gdzie silnymi wpływami w strefie przybrzeżnej dysponowali Genueńczycy eksploatujący kopalnie ałunu. Południową granicę zasięgu bojowego Katalończyków wyznacza port Anea (dzis. Kadıkalesi). Zdobycie przez Turków z Germiyan twierdzy Tripolis u wylotu dolin Meandru i Hermosu prawdopodobnie zablokowało Kompanii możliwość poprowadzenia ofensywy na wschód od Filadelfii, choć kataloński kronikarz Ramon Muntaner utrzymuje, że Kompania dotarła w swym zwycięskim pochodzie aż po Żelazne Wrota gór Taurus na granicy cylicyjskiego królestwa Małej Armenii. Niepomyślny zwrot w kampanii azjatyckiej wywołała rebelia antykatalońska w Magnezji, gdzie rządził zaaprobowany przez Rogera Attaliota. Wódz Kompanii obległ miasto, dążąc do wymierzenia przykładnej kary za tę niesubordynację, ale działania militarne nie układały się po jego myśli. Andronik zareagował na wieść o bratobójczych walkach (w szeregach armii Rogera byli Grecy Marulisa) wezwaniem Rogera do Europy pod pretekstem przyjścia z odsieczą Michałowi IX powstrzymującemu inwazję bułgarską. Megaduks niechętnie zastosował się do poleceń i sprowadził Kompanię na półwysep Kallipolis, skąd jednak nie wyruszył przeciw Bułgarom.
Okres zimowy upłynął na ocierających się o szantaż negocjacjach Rogera z cesarzem w sprawie zaległego żołdu i zwiększenia uprawnień dotychczasowego megaduksa. Rolę „złego gliny” odgrywał przy boku Rogera jego świeżo przybyły druh z czasów walk na Sycylii, Berenguer d'Entença, uwikłany równolegle w rozbieżne projekty polityczne dwóch monarchów z katalońskiej dynastii: Jakuba II Sprawiedliwego i Fryderyka II. Mimo otwartych prowokacji wobec cesarza ze strony Kompanii duch porozumienia na szczycie, pomiędzy Rogerem de Flor a jego cesarskim mocodawcą, został zachowany. 10 kwietnia 1305 r. Roger został wyniesiony do godności cezara i otrzymał specjalny mandat wojskowy wyrażony tytułem stratega autokratora – miał odtąd sprawować nadzwyczajną, najwyższą władzę wojskową na terenie Anatolii z wyłączeniem jej wielkich miast. Prerogatywy przyznane Rogerowi zaspokajały jego ambicje, niosąc w sobie pewien pierwiastek suwerenności. Nie na darmo Roger myślał o „Królestwie Anatolii”, jak sugeruje relacja Muntanera.
Nowy status uzyskany przez wodza Kompanii w ramach Imperium skłonił go, by szukać porozumienia z niechętnym sobie Michałem IX. Starannie przygotowana i przeprowadzona zgodnie z protokołem dyplomatycznym wizyta, mimo pomyślnego początkowo obrotu spraw, przyniosła zgubne dla Imperium skutki. Służący pod komendą Michała Alanowie wdarli się do pałacu w asyście Turkopulów i pomścili śmierć syna swego wodza pod Artaką, mordując Rogera i jego eskortę. Nie jest możliwe ustalenie ewentualnej odpowiedzialności, jaką ponosił za tę zbrodnię sam współcesarz; zaniepokojenie o życie własnej małżonki, w której progach dosięgli Rogera zabójcy, może świadczyć o niekłamanym szoku, jakim były dla Michała wydarzenia 30 kwietnia 1305 r. Pewne jest jedynie, że Alanowie i inni żołnierze Michała, o czym niejednokrotnie zaświadcza bizantyński kronikarz Pachymerys, nie potrzebowali dodatkowej zachęty, by zgładzić Rogera zgodnie z dawniej wypowiedzianymi groźbami.

### W walce z cesarzem Andronikiem II
W obliczu śmierci ugodowego wodza Kompanii Michał IX nie zwlekał z uderzeniem na osierocone przez niego oddziały; błyskawiczna ofensywa nie przyniosła jednak spodziewanych rezultatów, mimo wysokich strat w szeregach Kompanii. Oburzeni Katalończycy mszcząc śmierć wodza rozpoczęli bezwzględną wojnę z Imperium, nie zaniedbując zarazem wypowiedzieć cesarzowi posłuszeństwo. Armia Michała IX poniosła dotkliwą porażkę pod Branchialion (5 czerwca) i pod Apros (koniec czerwca 1305). Ranny w bitwie basileus salwował się ucieczką; odtąd był zmuszony poprzestać na obronie kilku głównych twierdz. Przez dwa lata Katalończycy, korzystając z wzywanych z Azji posiłków tureckich, grabili i pustoszyli Trację, mordując ludność i wyczerpując naturalne zasoby regionu. Postępując jak szarańcza, jej wzorem musieli przesuwać się dalej, porzucając dogodną kwaterę w Kallipolis i obierając kierunek zachodni. Wcześniej jednak zdążyli przeprowadzić brawurowy pościg za Alanami i wyciąć w pień morderców Rogera de Flor; w tym czasie Muntaner odpierał w Kallipolis szturm genueńskiej floty. Od 1307 roku ich nową bazą stała się Kassandria, skąd prowadzili łupieżcze rajdy m.in. na monastery świętej góry Athos. Jesienią zaatakowali Tesalonikę, gdzie ich ataki odpierał z powodzeniem bizantyński strateg Chandrēnos. W 1308 roku przygotowujący wyprawę na Konstantynopol Karol Walezjusz zhołdował Kompanię i ustanowił przy niej swego pełnomocnika w osobie Thibauta de Chepoy. Jak się jednak okazało, Katalończycy nie byli podatni na sterowanie z zewnątrz; Rocafort, inicjator współpracy z Francuzami, został na mocy orzeczenia rady generalnej Kompanii aresztowany i przekazany Chepoyowi, który jesienią 1309 r. powrócił na Zachód. Francuski rycerz wydał awanturnika królowi Neapolu Robertowi Andegaweńskiemu, który mając w pamięci swe dawne kłopoty z Rocafortem skazał go na śmierć głodową w lochu zamkowym w Aversie.

### Podbój Księstwa Aten
Na początku 1309 roku Kompania wyruszyła dalej na południe. Jej ofiarą padła z kolei Tesalia, gdzie na grabieży najemnicy spędzili cały rok. Na wiosnę 1310 roku, zaopatrzeni w spore sumy ściągniętych ze złupionego kraju pieniędzy, wyruszyli dalej na południe i zaciągnęli się na służbę do Waltera z Brienne, księcia Aten. W krótkim czasie poróżnili się ze swym nowym mocodawcą, który chciał rozpuścić Kompanię pozostawiając sobie na służbie jedynie rycerstwo. Szlachetnie urodzeni i plebejusze solidarnie wystąpili przeciw Walterowi i 15 marca 1311 rozbili jego armię w bitwie pod Almirem (Halmyros) w Beocji. Na polu bitwy śmierć znalazł książę Walter i większość jego rycerzy. Katalończycy zajęli księstwo, jedynie na południu w Argos i Nauplionie utrzymały się załogi Waltera z Brienne. Niedługo potem poszerzyli terytorialne zdobycze o księstwo Neopatrii.

## Katalońskie Księstwo Aten

### Lata walk z sąsiadami
Po krótkotrwałych rządach Rogera Deslaura, namiestnika wybranego z braku odpowiednich kandydatów spośród wziętych do niewoli rycerzy Waltera, Katalończycy zwrócili się o protekcję do Fryderyka II Aragońskiego, króla Sycylii. Ich zwycięstwo nad Walterem z Brienne zaniepokoiło sąsiadów, a Katalończycy nie mieli w swoim gronie ludzi cieszących się wystarczającym prestiżem, by zadbać o ułożenie stosunków dyplomatycznych. W tym samym roku syn Fryderyka Manfred został zaprzysiężony jako pan Księstwa Aten. Pod przywództwem namiestnika przysłanego z Sycylii, Berenguera Estanyola, Katalończycy musieli w pierwszym okresie swego władania Księstwem stawić opór agresywnym władcom Tesalii i Epiru, Wenecjanom z Eubei oraz młodemu księciu de Brienne. Jeszcze lepiej wykorzystał waleczność i złowrogą sławę Kompanii kolejny namiestnik, Alfons Fryderyk (1316–1330), bastard Fryderyka II. Po śmierci Jana I Angelosa przyłączył do Aten południową część Tesalii z Neopatrią. Wysunął również pretensje do spadku po swym teściu, Bonifacym z Werony, jednym z trzech feudałów władających za zgodą Wenecjan Eubeą. Ostatecznie między księciem Aten a Serenissimą stanął traktat pokojowy gwarantujący wenecki stan posiadania. W 1332 roku po raz ostatni próbę odzyskania księstwa podjął Walter de Brienne, syn zabitego pod Almirem księcia i wasal rządzących w Neapolu i Achai Andegawenów. Mając za sobą lata osiadłego życia, Katalończycy utracili już wówczas swą dawną wojowniczość. Nie stawili Walterowi czoła w polu, lecz schronili się w twierdzach. Walter spustoszył wprawdzie kraj, ale nie zdołał zyskać poparcia miejscowej ludności i wycofał się z braku funduszy do prowadzenia dalszej wojny. Księstwo od tego czasu obejmowało Attykę, Beocję i południową Tessalię. Głównymi miastami były Ateny, Teby, Neopatria, Salona i Liwadia. W Tebach znajdował się główny gospodarczy ośrodek księstwa. Tu też znajdowała się siedziba namiestnika generalnego, który sprawował władzę nad księstwem w imieniu księcia oraz marszałka. Dzięki portowi Teb Liwadostro Katalończycy czerpali duże zyski z handlu. Prowadzili go głównie z różnymi częściami posiadłości Aragończyków: Sycylią, Majorką, Katalonią, Aragonią. Szczególny zyski z handlu z księstwem mieli kupcy z Majorki. Katalończycy w ten sposób konkurowali w tym regionie z miastami włoskimi: Genuą i Wenecją. Jednak nie potrafili gospodarczo ożywić księstwa. Traktowali je jako swoją kolonię. Doprowadziło to do upadku miast. Katalończyków najbardziej interesowały zyski w ściąganiu podatków. Wszystkie urzędy w państwie obejmowali Katalończycy bądź Aragończycy, pochodzący zresztą z różnych warstw społecznych. Księstwo było podzielone według systemu katalońskiego na trzy okręgi zwane veguerias. Trzech urzędników – veguers sprawowało władzę wojskową i sadowniczą w Atenach, Tebach i Liwadii. Pomagali im tzw. kapitanowie specjalizujący się w sądownictwie kryminalnym. Oba urzędy można było pełnić tylko przez trzy lata. Najwyższym urzędem do którego dopuszczano Greków był urząd pisarza. Językiem urzędowym w księstwie zamieszkanym przez prawosławnych Greków była łaciną bądź ojczysty język rycerzy – kataloński. W tych językach spisywano dokumenty.  Administracja kościelna na terenie księstwa podlegała Włochom, głównie Wenecjanom. Arcybiskupstwo katolickie obrządku łacińskiego Aten podlegało tytularnemu łacińskiemu patriarsze Konstantynopola przebywającemu na weneckiej Eubei. Obecność obok siebie Katalończyków i Francuzów wywoływała liczne konflikty. Przez cały czas Kompania Katalońska  była obłożona ekskomunika a księstwo interdyktem. Było to zrozumiałe, papiestwo podobnie jak na Sycylii, tradycyjnie sprzyjało Francuzom a nie Aragończykom. Późniejszym konfliktom pomiędzy obiema nacjami starał się zapobiec papież Klemens VII. W dziedzinie kultury panowanie Katalończyków w Atenach to okres prostactwa. Najemnych żołnierzy interesowało tylko bogactwo. Nie wznieśli też budowli (oprócz zamków) i nie przyczynili się do zainteresowania nad przeszłością terenów, nad którymi panowali.

### Konflikty wewnętrzne
W 1355 roku kolejnym Księciem Aten został Fryderyk III sycylijski. Mianowany przez niego na namiestnika rok później Jakub Fryderyk, syn Alfonsa, został w 1359 roku zastąpiony przez Piotra z Pou – człowieka ambitnego i apodyktycznego. Skłócił się on niemal natychmiast z Jakubem Fryderykiem. Jego kolejne posunięcia wywołały niezadowolenie możnych katalońskich i doprowadziły do buntu, na którego czele stanął Roger z Laurii. W 1362 roku w Tebach zamordowano Piotra z Pou i jego zwolenników. Władza nad Księstwem przeszła w ręce Jakuba Fryderyka, aczkolwiek do wielkiego znaczenia doszedł też w owym czasie Jakub z Laurii. W trakcie dramatycznych wydarzeń 1362 roku zagrabiono część weneckich majątków, co doprowadziło do wojny z Wenecją zakończonej w 1365 roku. Ostatecznie Fryderykowi III udało się odzyskać wpływy w Księstwie w 1367 roku. Jego rządy okazały się jednak nieefektywne, a sytuacja Księstwa pogarszała się w związku z narastającym naciskiem ze strony Turków osmańskich. W tej sytuacji feudałowie katalońscy, na których czele stał od 1369 roku kolejny przedstawiciel rodu – Ludwik – rozpoczęli rozmowy z Eleonorą, królową Aragonii, mające na celu zmianę protektora.

### Schyłek i upadek
W 1380 Jan z Urtubii na czele części wojsk Kompanii Nawarskiej zajął wskutek zdrady i całkowitego nieprzygotowania Katalończyków do walki Ateny i Teby. Z Aten został wyparty, Teb Katalończykom nie udało się już odzyskać. Jednocześnie na południu wyrósł kolejny konkurent do władzy, Nerio I Acciaiuoli, który jeszcze w 1371 roku oderwał od Księstwa Korynt, a wykorzystując destabilizację wywołaną najazdem Nawarczyków w ciągu następnych ośmiu lat wyparł i jednych i drugich, by samodzielnie objąć władzę jako książę Aten. Opanowanie Aten oznaczało koniec panowania Katalończyków w Atenach. Księstwo Aten pozostało w rękach florenckiej rodziny do 1456 roku, kiedy zdobyli je Turcy. Koniec panowania w Atenach Katalończyków nie oznaczał wcale końca dziejów tej nacji w basenie Morza Egejskiego. Katalończycy nie mając oparcia na stałym lądzie dalej trudnili się handlem oraz korsarstwem. Handlowali dalej jako poddani króla Sycylii i Aragonii. W Konstantynopolu znajdował się konsulat kupców katalońskich. Na Morzu Egejskim oprócz handlu uprawiali prawie cały wiek XV piractwo i korsarstwo. Napadali na statki i grabili wybrzeża Azji Mniejszej. Stamtąd uprowadzali niewolników, których sprzedawali głównie na wyspie Lesbos władanej przez genueńską rodzinę Gattilusich. Współpraca Gattilusich z katalońskimi korsarzami doprowadziła między innymi do zdobycia tego państwa przez Turków w 1462 roku. Od 1383 roku księstwem Achai rządziła inna nacja wywodząca się z Hiszpanii tzw. kompania nawarska.
Historia Katalończyków w Bizancjum w XIV-XV wieku jest podobna do historii Burgundczyków, Francuzów, Włochów (Florentyńczyków, Genueńczyków, Wenecjan) i innych nacji rządzących okresowo w Grecji po IV wyprawie krzyżowej (1202–1204). Był to wówczas teren, gdzie można było zrobić karierę, bezpieczniejszy od Ziemi Świętej. Panowanie Katalończyków w Atenach 1311–1388 jest jednym z wielu epizodów historii Łacinników w Grecji w okresie 1204–1571.